# Fruitafossor
Fruitafossor ist eine ausgestorbene Gattung früher Säugetiere aus dem Mesozoikum. Sie ist bisher nur anhand eines Skelettes aus der Morrison-Formation im US-Bundesstaat Colorado belegt, das in das Oberjura vor rund 150 Millionen Jahren datiert. Es handelte sich um einen sehr kleinen Vertreter der Säugetiere, der anhand des Baus der Gliedmaßen vermutlich eine grabende Lebensweise pflegte. Bemerkenswert sind einzelne anatomische Merkmale im Bereich der Wirbelsäule und des Gebisses, die bestimmte Entwicklungen bei den heutigen Nebengelenktieren vorwegnehmen, ohne dass Fruitafossor mit diesen näher verwandt ist. Die näheren systematischen Beziehungen sind aufgrund der Eigentümlichkeiten im Skelettbau nicht genauer bekannt. Die Gattung wurde im Jahr 2005 wissenschaftlich eingeführt. Ihre Entdeckung und Beschreibung erweitert die Kenntnis darüber, dass bereits die mesozoischen Säugetiere an zahlreiche unterschiedliche Lebensgewohnheiten angepasst waren.

## Merkmale
Fruitafossor war ein kleiner Vertreter der ursprünglichen Säugetiere. Es liegt bisher nur ein Teilskelett vor, das aus dem Unterkiefer nebst einiger Schädelknochen und Teilen des Körperskelettes besteht. Das Gewicht des ausgewachsenen Tieres wird mit nur rund 6 g veranschlagt, basierend auf dem nahezu vollständigen Unterkiefer. Dieser war insgesamt 12,5 mm lang und hatte an der Unterkante einen konvexen Verlauf, der Unterkieferkörper ging dadurch kontinuierlich in den Gelenkast über, was an die ebenfalls urtümlichen Eutriconodonta erinnert. Abweichend von diesen war ein kleiner Winkelfortsatz am hinteren Ende ausgebildet. Die hintere Öffnung des Mandibularkanals auf der Innenseite nahe dem Gelenkfortsatz bildete gleichzeitig das Foramen mandibulae und befand sich in der sehr breiten Meckelschen Furche, eine Merkmalskombination, die bei anderen mesozoischen Säugetieren nicht ausgebildet ist. Die Meckelsche Furche enthielt den Meckelschen Knorpel, aus dem sich bei den Höheren Säugetieren die Gehörknöchelchen des Mittelohrs gebildet haben. Die auffälligsten Eigenschaften von Fruitafossor finden sich im Gebiss- und Zahnaufbau. Die obere Gebissreihe ist im Gegensatz zur unteren nicht vollständig überliefert, die Zahnformel lautet: {\displaystyle {\frac {?.1.3.3}{3.1.3.3}}}. Die einzelnen Zähne hatten eine nagel- bis röhrenförmige Gestalt mit hohen Zahnkronen. Sie besaßen fast alle nur singuläre Wurzeln, die bei den Molaren offen waren. Bemerkenswert war auch das Fehlen des Zahnschmelzes. Prinzipiell ähnelten die Zähne denen der heutigen Gürteltiere, zeigten aber auch gewisse Übereinstimmungen mit denen des Erdferkels. Die offenen Wurzeln bewirkten, dass permanent Zahnmaterial nachgebildet werden konnte und die Zähne so ein Leben lang wuchsen. Derartige Zähne sind heute bei nagenden Tieren oder solchen mit harten Nahrungsbestandteilen ausgebildet, etwa Gräsern, wodurch sie einem hohen Abrieb ausgesetzt sind. Insgesamt stellen die Zähne somit eine extreme Spezialisierung für ein frühes Säugetier dar. Die Zähne waren insgesamt relativ klein, nahmen aber kontinuierlich bis zum letzten Prämolaren zu, der gleichzeitig den größten Zahn repräsentierte.
Das Körperskelett ist zu etwa 40 % überliefert. Es zeigt einige altertümliche Merkmale, verfügt aber auch über spezielle Anpassungen. An vier der fünf Lendenwirbel kamen an den Querfortsätzen zusätzliche Gelenkflächen (Xenarthrale oder Nebengelenke) zur stärkeren Verschränkung der Wirbelsäule vor, was heute hauptsächlich von den Nebengelenktieren Südamerikas bekannt ist. Darüber hinaus waren Ansatzstellen für Lumbarrippen ausgebildet, wie sie bei den heutigen Kloakentieren noch bestehen. Auch das Schulterblatt ähnelte dem der Kloakentiere und besaß eine sattelförmige Gelenkgrube, die aus dem Schulterblatt selbst und dem Rabenbein gebildet wurde. Der Oberarmknochen war extrem massiv, ein kugelförmiger Kopf, wie er typisch für die Höheren Säugetiere ist, fehlte, der Schaft zeigte eine deutliche Drehung. Ihn kennzeichnete zudem eine hypertrophierte Leiste als Ansatzstelle der Schultermuskulatur (deltopectorale Leiste). Das Ellenbogengelenk war seitlich stark ausladend und nahm rund 65 % der gesamten Humeruslänge ein, was deutlich mehr ist als bei allen heutigen Säugetieren. Ein ursprüngliches Merkmal stellte ebenfalls die Trennung der Gelenkflächen für die Elle und die Speiche dar. Die Elle verfügte über einen ausgedehnten oberen Gelenkfortsatz (Olecranon), der 66 % der gesamten Knochenlänge entsprach. Die Hand liegt vollständig vor und bestand aus vier Strahlen (I bis IV). Alle Handwurzelknochen zeigten deutliche Längsstauchungen, ebenso die Mittelhandknochen und Fingerglieder vom zweiten bis vierten Strahl, wobei die jeweils ersten Fingerglieder der beiden Mittelstrahlen (II und III) am kürzesten waren. Im Gegensatz zu diesen eher blockartigen Knochen wirkten die des ersten Strahls langgliedrig und grazil. Die Endglieder der Finger wiesen an jedem Strahl die größte Länge auf, sie endeten schmal und spitz, besaßen aber keine speziellen Einkerbungen.

## Fundstelle
Fruitafossor ist bisher nur mit einem einzigen Teilskelett aus der Fruita Palaeontological Area der Morrison-Formation belegt, einer lithostratigraphische Einheit des Oberjura im zentralen Bereich der USA. Die Morrison-Formation erstreckt sich in einem breiten Band von Montana bis ins südliche Arizona und New Mexico und bedeckt eine Fläche von rund 1,56 Millionen Quadratkilometern. Sie besteht aus überwiegend terrestrischen Ablagerungen, die Kalk-, Ton-/Schluff- und Sandsteine sowie Konglomerate einschließen, zwischen denen einzelne vulkanische Schichten eingebettet sind. Die besten Aufschlussbedingungen finden sich im Bereich des Colorado-Plateaus, wo mehrere Schichtglieder auseinandergehalten werden können. Das reichhaltige Fossilmaterial setzt sich aus Wirbellosen und Wirbeltieren zusammen, bei letzteren sind vor allem die Dinosaurier und die frühen Säugetiere von Bedeutung. Das paläontologische Material lässt in Verbindung mit den geologischen Ablagerungen eine offene Savannenlandschaft durchsetzt mit Auwäldern, Seen und Feuchtgebieten annehmen.
Die Fruita Palaeontological Area liegt etwa 1 bis 2 km südwestlich von Fruita entlang des Colorado im US-Bundesstaat Colorado. Hier erreicht die Morrison-Formation eine Mächtigkeit von rund 180 m und besteht aus drei Schichtgliedern, von denen das Brushy Basin Member das jüngste und bedeutendste ist, da von hier ein größerer Teil der Funde stammt. Es setzt sich überwiegend aus graugrünlichen Ton-/Schluffsteinen zusammen. Radiometrische Altersmessungen aus den zwischengeschalteten Aschelagen ergaben Werte von 148,1 bis 150,3 Millionen Jahren und stellen das Schichtglied somit in das Kimmeridgium. Bekannt ist die Fruita Palaeontological Area seit 1891 durch einige Fossilreste, sie entwickelte sich in der Folgezeit zu einer der bedeutendsten Fundregionen der Morrison-Formation. Ihre Bedeutung liegt in der hohen Vielfältigkeit an Fundmaterial auf einer Fläche von nur einem 1 km², das unter anderem neben knöchernen Resten auch Spurenfossilien, Koprolithen und überliefertes Weichteilgewebe einschließt. Hervorzuheben sind unter anderem Reste von Schuppenechsen wie Eilenodon oder von Dinosauriern wie Ceratosaurus und Fruitadens. Die ersten Hinweise auf frühe Säugetiere fanden sich bereits Ende der 1970er Jahre, bis heute sind fast ein Dutzend Arten überliefert, die unter anderem zu Priacodon aus der Gruppe der Eutriconodonta oder Glirodon aus der Gruppe der Multituberculata gehören. Darüber hinaus kommen Vertreter der Symmetrodonta und Dryolestida vor, wobei letztere die häufigsten Säugetiere der Fruita Palaeontological Area darstellen.

## Paläobiologie
Von allen bekannten Säugetieren der Morrison-Formation ist Fruitafossor der bisher kleinste Vertreter, der ein Körpergewicht vergleichbar mit den heutigen Schmalfuß-Beutelmäusen besitzt. Im gesamten Körperbau ähnelt Fruitafossor den rezenten Ameisenigeln, die teils unterirdisch leben. Für eine derartige grabende Lebensweise bei Fruitafossor spricht der Bau der Vorderbeine, etwa der Oberarmknochen mit einer massiven deltopectoralen Leiste, dem ausladenden Ellenbogengelenk und dem deutlich verlängerten Olecranon, was auf eine hervorragende Schulter- und Armmuskulatur hinweist, wobei vor allem das Olecranon für einen sehr kräftigen Trizeps spricht. Auch die breite und kräftige Ausbildung der Handknochen lässt auf grabende Tätigkeiten schließen; im Unterschied zu zahlreichen heutigen, grabenden Säugetieren sind die Endglieder der Finger aber nicht gespalten. Als bemerkenswert können zwei Merkmalskomplexe hervorgehoben werden, die einige extreme Spezialisierungen bei den Nebengelenktieren vorwegnehmen. Dazu gehören zum einen die an den Lendenwirbeln ausgebildeten Nebengelenke, welche die Wirbelsäule stärker stabilisieren. Diese zusätzlichen Gelenkverbindungen helfen zum Beispiel den Gürteltieren und den Ameisenbären, die teilweise ebenfalls eine grabende Lebensweise verfolgen oder harte Termitenbaue aufbrechen, die dabei auftretenden stärkeren Drehbewegungen der Wirbelsäule abzufedern. Die andere Spezialisierung findet sich im Gebiss mit seinen homodonten Zähnen, denen der Zahnschmelz fehlt und deren Wurzeln offen sind. Ein vergleichbares Gebiss haben die Gürteltiere und im gewissen Maße auch das Erdferkel, die sich überwiegend von staatenbildenden Insekten ernähren. Möglicherweise bestand die Hauptnahrung bei Fruitafossor deshalb ebenfalls aus Insekten.

## Systematik
Fruitafossor ist eine Gattung aus der Klasse der Säugetiere mit nicht genau bekanntem Verwandtschaftsverhältnis. Die Schwierigkeiten der Einordnung und Bestimmung der systematischen Stellung beruhen vor allem in der abweichenden Gestaltung der Zähne, welche in der Regel als Hauptmerkmal zur Klassifizierung der Säugetiere herangezogen werden. Im Skelettbau weist Fruitafossor eine Mischung aus ursprünglichen (plesiomorphen) und abgeleiteten (autapomorphen) Charakteristiken auf. Die Gestaltung des Unterkiefers mit der ausgeprägten Meckelschen Furche und dem dadurch ausgebildeten Meckelschen Knorpel spricht dafür, dass das Mittelohr noch nicht vollständig ausgebildet war, sondern noch mit dem Unterkiefer in Verbindung stand. Dadurch muss Fruitafossor in eine sehr frühe Radiation der Säugetiere gestellt werden, da die Trennung des Mittelohrs vom Unterkiefer ein typisches Kennzeichen der Kronengruppe der entwickelten Säugetiere (Beutelsäuger und Höhere Säugetiere) darstellt. Der nach unten gewölbte Verlauf des unteren Unterkieferrandes mit seinem nahtlosen Übergang in den Gelenkansatz erinnert an die Eutriconodonta, einer frühen Säugetiergruppe des Mesozoikums in der Entwicklungslinie zu den modernen Vertretern der Kronengruppe. Von den meisten anderen mesozoischen Säugetieren und deren unmittelbaren Vorgängern (Mammaliaformes) weicht Fruitafossor durch das Vorhandensein eines kleinen Kronenfortsatzes am Unterkiefer ab. Im Schultergürtel und vor allem im Bereich des Schulterblattes mit dem ausgebildeten Rabenbein zeigen sich wiederum Ähnlichkeiten zu den Kloakentieren und damit deutliche Unterschiede zu den stammesgeschichtlich jüngeren Säugetierformen. Dem gegenüber bilden die einwurzeligen Molaren, das ausgeprägte Vordergebiss und die Gestaltung der Hand mit dem sehr schlanken ersten Finger auffällige Abweichungen zu den Kloakentieren, während die extrem kurzen und breiten Mittelhandknochen und Fingerglieder keine Entsprechungen bei den Eutriconodonta und Multituberculata haben. Aufgrund der auffälligen Merkmalskombinationen kann Fruitafossor derzeit keiner der bisher bekannten Ordnungen und Familien der Säugetiere zugewiesen werden.
Die Gattung Fruitafossor wurde im Jahr 2005 von Zhe-Xi Luo und John R. Wible wissenschaftlich erstbeschrieben. Grundlage bildete das bisher einzige bekannte Skelett aus der Fruita Palaeontological Area im US-Bundesstaat Colorado, das als Holotyp mit der Exemplarnummer LACM 150948 verzeichnet ist und in Los Angeles aufbewahrt wird. Der Name Fruitafossor bezieht sich einerseits auf die Fundregion, andererseits auf die grabende Lebensweise der Tiere wie sie anhand der Skelettmerkmale rekonstruiert werden konnte (lateinisch fossor für „Gräber“). Die einzige benannte Art bildet Fruitafossor windscheffeli. Das Artepitheton windscheffeli bezieht sich auf Wally Windscheffel, welcher das Fossil aufgefunden hatte. Die Entdeckung von Fruitafossor zeigt auf, dass bereits die frühen Säugetiere und säugetierähnlichen Formen des Mesozoikums eine hohe Anpassung an unterschiedliche Biotope besaßen, da unter anderem etwa zeitgleich mit Castorocauda auch ein biberähnliches Tier mit Spezialisierung auf ein Leben im Wasser oder mit Haldanodon eine den Desmanen vergleichbare Form bekannt sind.